# Nitocrella absentia
Nitocrella absentia is een eenoogkreeftjessoort uit de familie van de Ameiridae. De wetenschappelijke naam van de soort is voor het eerst geldig gepubliceerd in 2004 door Karanovic.